# Hrabstwo Freestone

Piramida wieku hrabstwa

Hrabstwo Freestone – hrabstwo położone w środkowo-wschodniej części stanu Teksas, w USA. Według danych szacunkowych z 2024 liczy 20,6 tys. mieszkańców, z czego 47,9% stanowiły kobiety. Siedzibą hrabstwa jest miasteczko Fairfield, a największą miejscowością Teague. 
Zostało utworzone w 1850 roku, a swoją nazwę zawdzięcza bogatym złożom kamienia piaskowca (ang. freestone), który występował na tych terenach. Wschodnią granicę hrabstwa wyznacza Trinity River.

## Geografia
Hrabstwo Freestone zajmuje 2310 km², z czego 2273 km² to ląd, a 37 km² (1,6% powierzchni) to wody. Krajobraz hrabstwa charakteryzuje się równinnym lub lekko pagórkowatym terenem, gdzie wysokość nad poziomem morza waha się od 64 do 188 metrów.
40% powierzchni hrabstwa to lasy. Wschodnią część pokrywają głównie lasy dębowe, hikorowe i orzechowe, natomiast na zachodzie dominuje mesquite – ciernisty, odporny na suszę krzew lub drzewo z rodziny bobowatych. Wzdłuż rzeki Trinity występują też sosnowe zagajniki, a na pozostałym terenie różnorodne gatunki traw i unikalne rośliny.

## Gospodarka
Gospodarka hrabstwa Freestone opiera się na rolnictwie, wydobyciu surowców naturalnych i sektorze usług. W 2022 roku łączna powierzchnia gruntów rolnych wynosiła 372 tys. akrów. Krajobraz hrabstwa to w głównej mierze tereny pasterskie (70% gruntów rolnych), leśne (14%) i uprawne (12%).
W 2022 roku wartość sprzedanych produktów rolnych sięgnęła 122,8 mln dolarów, z czego większość pochodziła z hodowli drobiu. Hrabstwo jest znaczącym ośrodkiem hodowli brojlerów, zajmując 16. miejsce w stanie w 2022 roku, oraz hodowli bydła (62,6 tys. sztuk), koni i kóz. Główne uprawy to siano, brzoskwinie, orzechy pekan i warzywa.
W sektorze wydobywczym hrabstwo jest kluczowym producentem gazu ziemnego, zajmując 28. miejsce w Teksasie pod względem wydobycia w 2019 roku. Ponadto, ponad jedna czwarta zatrudnionych pracuje w opiece zdrowotnej i edukacji.

## Sąsiednie hrabstwa
- Hrabstwo Henderson (północ)
- Hrabstwo Anderson (północny wschód)
- Hrabstwo Leon (południowy wschód)
- Hrabstwo Limestone (południowy zachód)
- Hrabstwo Navarro (północny zachód)

## Miasta
- Fairfield
- Kirvin
- Streetman (częściowo)
- Teague
- Wortham

## Demografia
Według danych pięcioletnich z 2023 roku, struktura demograficzna hrabstwa Freestone przedstawiała się następująco:
- biali nielatynoscy – 63,5% (głównie pochodzenia niemieckiego – 8,8%, angielskiego – 8,2%, irlandzkiego – 7%, „amerykańskiego” – 3,9% i szkockiego lub szkocko–irlandzkiego – 3,5%)
- Latynosi – 16,8% (głównie Meksykanie – 14,7%)
- rasy mieszanej – 14,9%
- czarni lub Afroamerykanie – 14,7%
- rdzenni Amerykanie – 0,4%
- Azjaci – 0,2%.

## Religia
Znaczną większość mieszkańców hrabstwa stanowią protestanci. Według danych z 2020 roku, z innych religii obecni byli katolicy (2,3%) i muzułmanie (0,7%). Największe grupy protestanckie to:
- bezdenominacyjne zbory ewangelikalne – 3400 członków w 4 zborach,
- Południowa Konwencja Baptystyczna – 3366 członków w 14 zborach,
- Zjednoczony Kościół Metodystyczny – 1508 członków w 6 kościołach,
- Narodowa Misyjna Konwencja Baptystyczna Ameryki – 1026 członków w 5 zborach,
- Baptystyczne Misyjne Stowarzyszenie Ameryki – 8 zborów.